# Chùa Vua

Tượng Vua cờ Đế Thích ở chùa Vua

Chùa Vua nằm ở phường phố Huế, quận Hai Bà Trưng, Hà Nội. Chùa được xây dựng từ thời nhà Lê (1428–1527), thờ vua cờ Đế Thích.

## Giới thiệu
Một vị hoàng tử nhà Lê dựng điện thờ Đế Thích cạnh chùa và dùng chùa làm trung tâm đấu cờ tướng của Thăng Long. Từ đó đến nay chùa trở thành đấu trường cờ tướng danh tiếng bậc nhất Thăng Long. Chùa thực ra bao gồm chùa Hưng Khánh thờ Phật và điện Thiên Đế (tức Đế Thích quán xưa) thờ Vua cờ Đế Thích. Chùa hiện còn giữ được 14 pho tượng đẹp bằng gỗ hoàng đàn, nổi bật nhất là pho tượng vua Đế Thích cao khoảng 1,6m. Một bức cửu long chạm trổ tinh vi, hai đỉnh đồng thời nhà Nguyễn, một quả chuông nhỏ thời Cảnh Thịnh, hai quả chuông to thời nhà Lê, hai chóe lớn cao chừng 1,6m được đúc từ thời nhà Lê.
Hàng năm, từ ngày mùng 6 đến mùng 9 tháng Giêng âm lịch, tại chùa lại mở hội thi cờ tướng. Chùa là một di tích trong Thăng Long tứ quán, còn có thể coi nó là một cờ miếu của Thăng Long bởi đây là nơi diễn ra các cuộc đấu cờ tướng đỉnh cao suốt mấy trăm năm nay.
Ngày 1 tháng 10 năm 2004, chùa được gắn biển di tích cách mạng kháng chiến vì chùa là nơi hoạt động bí mật của nhà cách mạng Nguyễn Phong Sắc, bí thư xứ ủy Trung Kỳ.